# Miguel Ángel Angulo
Miguel Ángel Angulo Valderrey (født 23. juni 1977 i Oviedo, Spanien) er en spansk tidligere fodboldspiller, der spillede som offensiv midtbanespiller. Han var på klubplan primært tilknyttet Valencia CF, hvor han spillede 13 sæsoner.
Med Valencia vandt Angulo to spanske mesterskaber, en pokaltitel, samt både UEFA Cuppen og UEFA Super Cuppen i 2004.

## Landshold
Angulo nåede elleve kampe for Spaniens landshold, som han debuterede for den 17. november 2004 i et opgør mod England. Som ungdomsspiller var han endvidere med til OL i Sydney med det spanske hold.

## Titler
La Liga
- 2002 og 2004 med Valencia CF

Copa del Rey
- 2008 med Valencia CF

UEFA Cup
- 2004 med Valencia CF

UEFA Super Cup
- 2004 med Valencia CF